# Božena
Božena je ženské křestní jméno slovanského původu. Podle českého kalendáře má svátek 11. února. Dle starších českých kalendářů slavila svátek 29. července (1953 - 1978) a 22. prosince 1957 - 1970).
Je to česká varianta jmen Benedikta, Dorota, Beatrice, Beatrix, Beáta, tj. „blahoslavená“, „bohem obdařená“.

## Statistické údaje
Následující tabulka uvádí četnost jména v ČR a pořadí mezi ženskými jmény ve srovnání dvou roků, pro které jsou dostupné údaje MV ČR – lze z ní tedy vysledovat trend v užívání tohoto jména:
| Rok       | Četnost     | Pořadí   |
| 1999      | 77 403      | 19.      |
| 2002      | 72 261      | 20.      |
| Porovnání | o 5142 méně | o 1 hůře |
| 2006      | 61 102      | 24.      |
| 2009      | 54 563      | 28.      |

Změna procentního zastoupení tohoto jména mezi žijícími ženami v ČR (tj. procentní změna se započítáním celkového úbytku žen v ČR za sledované tři roky 1999-2002) je -5,9%, což svědčí o poměrně značném poklesu obliby tohoto jména.

## Známé nositelky jména
- Božena (kněžna) – druhá manželka knížete Oldřicha
- Božena Benešová – česká básnířka a spisovatelka
- Božena Bobková – česká a československá politička
- Božena Brodská – česká tanečnice, historička baletu a pedagožka dějin baletu na AMU
- Božena Česká – dcera Václava I.
- Božena Fialová – česká a československá politička
- Božena Folkmanová – česká zooložka a parazitoložka
- Božena Fuchsová – česká a československá politička
- Božena Fuková – slovenská a československá ekonomka
- Božena Hašplová – česká a československá politička
- Božena Havlová – česká výtvarnice a módní návrhářka, matka Václava Havla
- Božena Holečková – česká a československá politička
- Božena Hollerová – česká a československá politička
- Božena Jelínková-Jirásková – česká malířka
- Božena Kacerovská – česká operní pěvkyně a hudební pedagožka
- Božena Kamenická – lidová léčitelka a bylinkářka
- Božena Kocinová – česká a československá politička
- Božena Komárková – česká filozofka, pedagožka a teoložka
- Božena Kremláčková – česká veterinářka a filozofka
- Božena Kudláčková – česká a československá politička
- Božena Kuklová-Jíšová – česká spisovatelka, básnířka a politická vězeňkyně
- Božena Kuklová-Štúrová – česká lékařka
- Božena Laglerová – česká pilotka
- Božena Lyčková – česká a československá politička
- Božena Machačová-Dostálová – česká a československá politička
- Božena Marečková – česká a československá politička
- Božena Miklošovičová – československá baskatbalistka
- Božena Němcová – česká spisovatelka
- Božena Novotná – manželka československého prezidenta Antonína Novotného
- Božena Pacáková-Hošťálková – česká odbornice v oblasti zahradní architektury a publicistka
- Božena Pátková – česká a československá politička
- Božena Portová – česká zpěvačka
- Božena Procházková – česká a československá politička
- Božena Pýchová – česká textilní výtvarnice
- Božena Sekaninová – česká politička
- Božena Slabejová – slovenská herečka
- Božena Slančíková-Timrava – slovenská spisovatelka-prozaička a dramatička
- Božena Správcová – česká spisovatelka
- Božena Srncová – česká sportovní gymnastka
- Božena Steinerová – česká klavíristka a hudební pedagožka
- Božena Studničková – česká spisovatelka a básnířka
- Božena Šebestovská – česká zpěvačka lidových písní
- Božena Šimečková – česká a československá politička
- Božena Šimková – česká scenáristka a spisovatelka
- Božena Šustrová – česká herečka
- Božena Viková-Kunětická – česká nacionalistická politička a spisovatelka
- Božena Weleková – česká herečka a loutkoherečka
- Božena Zapletalová – česká a československá politička

## Jiné Boženy
- Bozena – opereta Oscara Strause (16. května 1952 v Mnichově)
- Božena – hrdinka stejnojmenné novely z roku 1876 od Marie von Ebner-Eschenbachové